# 克里斯·尼里姆
克里斯·尼里姆（英語：Chris Knierim，1987年11月5日—），美国花样滑冰运动员，2014年四大洲锦标赛双人滑铜牌得主、2016年四大洲锦标赛双人滑铜牌得主、2018年冬季奥运会团体铜牌得主。